# Sthiramati
Sthiramati (475?-555?; cinese: 安慧, Ānhuì; giapponese: An'ne; coreano: 안혜 Anhye; vietnamita: An huệ; tibetano: Blo gros brtan pa) è stato un filosofo buddista indiano di scuola Yogācāra, che operò principalmente presso l'università-monastero buddista di Valabhī (anche Vallabhī; India nordoccidentale, oggi nel Gujarat) ma anche probabilmente presso quello di Nālandā (pochi chilometri a Nord di  Rājagṛha-Rajgir). 
Viene detto discepolo di Vasubandhu e di Guṇamati. Scrisse alcuni commentari ad opere di indirizzo Yogācāra, come il Mahāyānasūtrālaṃkāra e il Madhyāntavibhāga, nonché al Triṃśikā di Vasubandhu, e di confutazione delle dottrine del sarvāstivādin Saṃghabhadra. 
Gli vengono attribuiti:
- il  Mahāyānâbhidharma-samuccaya-vyākhyā (16 fascicoli)
- il  Mūla-madhyamaka-saṃdhinirmocana-vyākhyā (18 fascicoli)
- il Pañca-skandha-prakaraṇa-vaibhāṣya (1 fascicolo).

| Controllo di autorità | VIAF (EN) 193057180 |